# Corpo forestale dello Stato
Il Corpo forestale dello Stato (in acronimo: C. F. S.) è stato un corpo di polizia italiano a ordinamento civile e militare, attivo dal 1822 al 2016 e dipendente dal Ministero delle politiche agricole alimentari e forestali. Svolgeva funzioni di polizia giudiziaria, di pubblica sicurezza e di tutela dell’ambiente, con competenze specialistiche nella difesa del patrimonio agroforestale, nella protezione del paesaggio e nel controllo della filiera agroalimentare.
Il Corpo cessò formalmente di esistere il 31 dicembre 2016. A partire dal 1º gennaio 2017, la maggior parte del personale e delle competenze fu trasferita al neocostituito Comando unità forestali, ambientali e agroalimentari dell’Arma dei Carabinieri. Altre funzioni vennero ridistribuite tra il Corpo nazionale dei vigili del fuoco, la Polizia di Stato, la Guardia di finanza, il Ministero delle politiche agricole alimentari e forestali e altri enti della pubblica amministrazione, tra cui il Ministero della cultura, il Ministero del lavoro e il Ministero dell’istruzione.
Alla data di cessazione, il personale del Corpo forestale dello Stato ammontava a 7 563 unità, dislocato su tutto il territorio nazionale. Nelle regioni a statuto speciale e nelle province autonome di Trento e Bolzano, il processo di soppressione del Corpo forestale dello Stato non ha avuto effetto: continuano infatti a operare i rispettivi corpi forestali regionali e provinciali, con competenze autonome e organizzazione locale.

## Storia

### Le origini

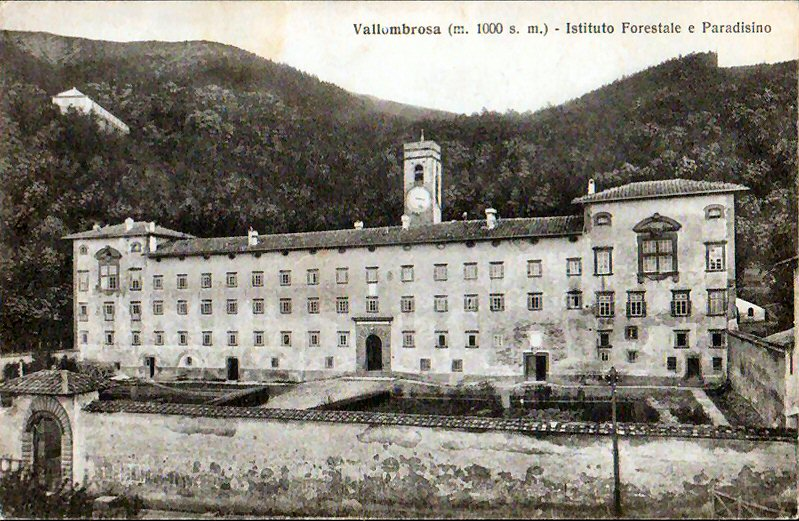
Il regio istituto forestale di Vallombrosa istituito nel 1869

Il Corpo forestale dello Stato trae le sue origini dall'Amministrazione forestale per la custodia e la tutela dei boschi del Regno di Sardegna, istituita con le regie patenti di re Carlo Felice di Savoia del 15 ottobre 1822. Quindi, con le regie patenti del 15 dicembre 1833, Carlo Alberto di Savoia diede nuovo impulso all'Amministrazione forestale piemontese e ne stabilì la riorganizzazione su base territoriale, con suddivisione dei Regi Stati di terra-ferma in ventuno circondari (composti di una o più province), a loro volta distinti in distretti, corrispondenti normalmente ai mandamenti.
Ogni circondario era curato da un ispettore, ogni distretto aveva un capo guardia. Il numero delle guardie era stabilito in base alla natura, all'estensione e situazione dei boschi. Nel Regno di Sardegna, il corpo di vigilanza dei boschi era destinato essenzialmente a garantire la conservazione e il miglioramento del patrimonio forestale, oltre che a effettuare il taglio e la successiva vendita dei prodotti legnosi.
A seguito della proclamazione del Regno d'Italia, nel 1861, iniziò la progressiva riorganizzazione delle amministrazioni degli stati pre-unitari, che vennero assorbiti in un'unica amministrazione forestale.

### Il Corpo reale delle foreste

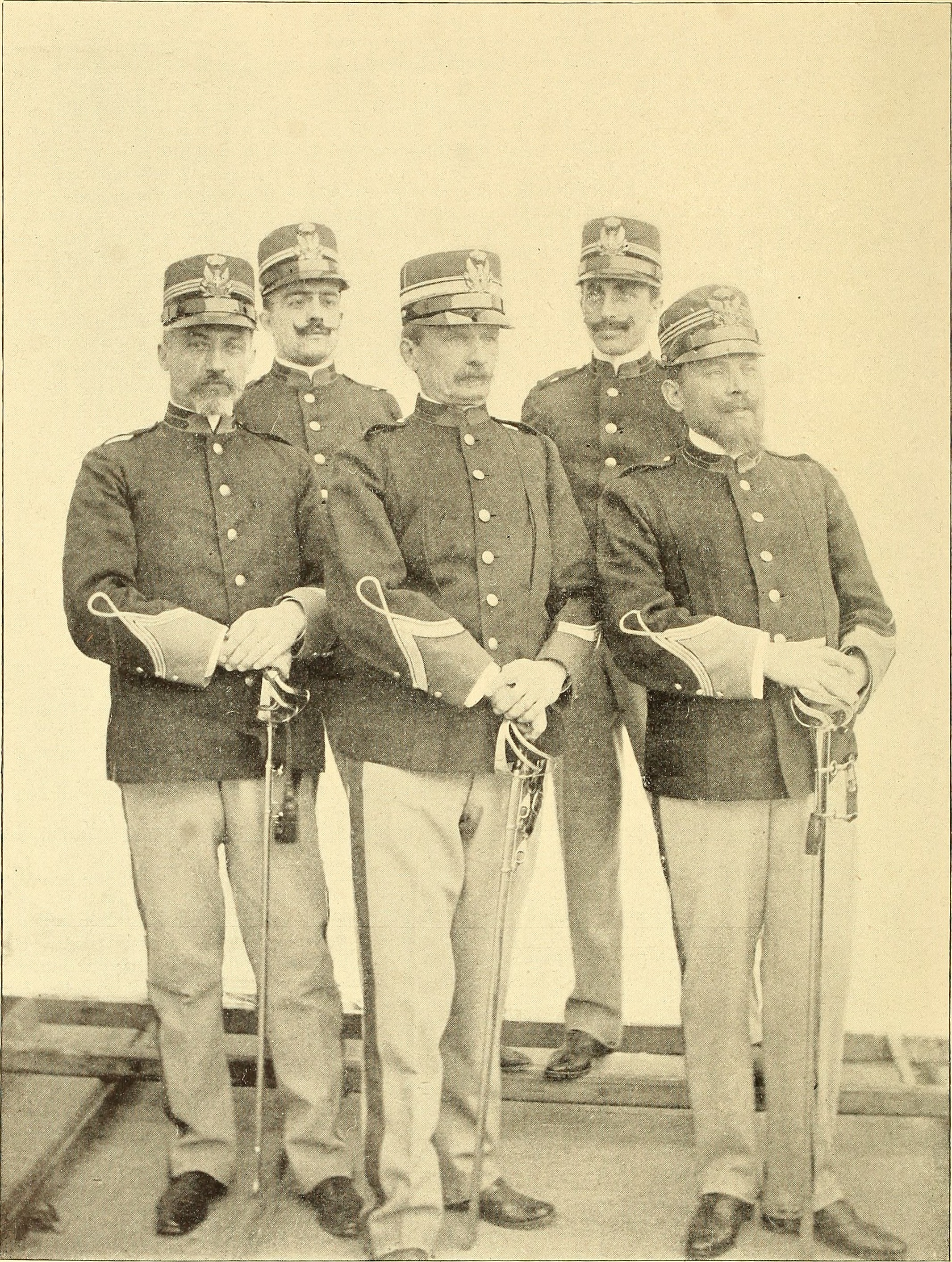
Forestali italiani nel 1902

Nel Regno d'Italia la prima legge forestale venne approvata nel 1877 (legge 20 giugno 1877, n. 3917), che stabiliva importanti vincoli sul territorio e poneva per la prima volta il problema di dare un migliore assetto al territorio per contrastare i fenomeni del dissesto idrogeologico. Con il regio decreto 20 dicembre 1877, n. 4239, si stabiliva il ruolo organico del personale dell'Amministrazione forestale dello Stato.
Il principale impulso alla difesa del patrimonio forestale italiano fu, però, ottenuto solo a partire dal 1910, quando con la legge Luzzatti (legge 2 giugno 1910, n.277) venne istituito il "Corpo reale delle foreste", nell'ambito del Ministero dell'agricoltura, ma con proprio organico.
Il progetto di riforma, curato dall'eminente statista Luigi Luzzatti, che negli anni precedenti aveva dato impulso anche alla nascita della scuola forestale di Vallombrosa, vicino a Firenze, poneva al centro l'importanza dell'allargamento del demanio forestale, basato su importanti foreste sottratte ai tagli indiscriminati e alla distruzione (Anela, Bono, Bottidda, Bultei, Boscolungo, Cadibona, Camaldoli, Cansiglio, Cecina, Ficuzza, Follonica, Fontana, Gallipoli-Cognato, Montedimezzo, Penna, Lame, Pineta di Ravenna, S. Gerbone, Settefratelli, Sila, Somadida, Taburno, Umbra-Iacotenente e Vallombrosa) che verranno nel corso degli anni arricchite con l'acquisto di nuovi fondi. La gestione di tali importanti aree venne affidata all'Azienda di Stato per le foreste demaniali che per un lungo periodo è stato il braccio tecnico-operativo dell'amministrazione forestale italiana. Il progetto di riforma ideato dal Luzzatti prevedeva anche un incremento del personale forestale che nel quinquennio 1911-1915 avrebbe raggiunto le 3 500 unità, assorbendo al proprio interno anche il personale di custodia delle province.
Con lo scoppio del primo conflitto mondiale, le attività silvicolturali subirono un forte arresto e il personale forestale venne mobilitato nelle file del Regio Esercito. I forestali combatterono su tutti i fronti, distinguendosi in numerosi fatti d'arme (alla fine della guerra si conteranno 71 caduti). Negli anni del conflitto, all'amministrazione forestale venne dato il compito di provvedere all'approvvigionamento del legname alle forze combattenti e del carbone per usi bellici e civili. Ciò comportò tagli molto significativi nelle foreste demaniali, che subirono un forte depauperamento per venire incontro alle richieste dello stato maggiore. Alla fine della guerra, l'Italia avrebbe ottenuto anche nuovi boschi nei territori annessi e il Corpo reale delle foreste svolse un'importante opera di ricostituzione dei boschi danneggiati, in particolare nella zona dell'Altopiano di Asiago, teatro di feroci scontri e distruzioni.

### Il ventennio fascista

La scuola forestale di Cittaducale (RI) durante il ventennio

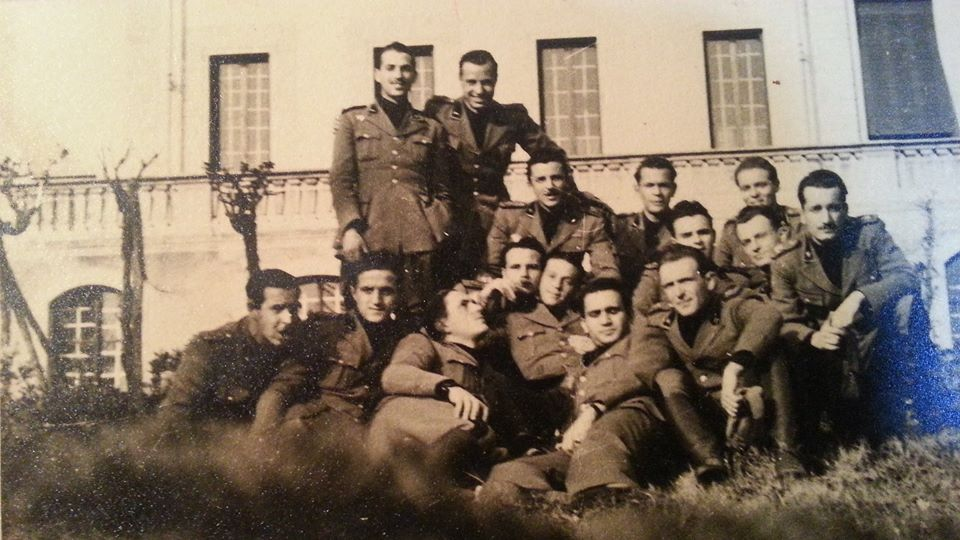
Foto di gruppo di allievi Ufficiali del XV Corso, scattata nel 1943 davanti alla sede dell'Accademia a Villa Favorita (Firenze)

Dopo l'avvento al governo del fascismo, il Corpo reale delle foreste venne soppresso nel 1926 e costituita la Milizia nazionale forestale.
Durante il ventennio, l'Amministrazione forestale conobbe un significativo aumento dell'organico e continuò a svolgere i propri principali compiti: selvicoltura, gestione dei boschi, controllo della caccia, rimboschimenti, lotta agli incendi boschivi, tutela delle aree protette, realizzazione di opere per la difesa idrogeologica (briglie, sistemazione dell'alveo dei fiumi, manufatti) e per la fissazione delle dune in numerose aree del Paese (in particolare in Sicilia, Sardegna e Toscana). Il regime puntò molto sull'aspetto produttivo dei boschi al fine di sopperire alla carenza di materie prime e, in quegli anni, l'attenzione della selvicoltura fu orientata anche all'introduzione di nuove specie forestali a rapido accrescimento, destinate alla produzione della carta, di materiale da costruzione o per le finalità protettive dei versanti montani e dei terreni agricoli. Dipendeva gerarchicamente dalla MVSN e amministrativamente dal ministero dell'agricoltura e foreste.
A Firenze aveva sede, a Villa Favorita, L'accademia Forestale, dove studiavano i futuri Ufficiali della Milizia Nazionale Forestale.
Dopo l'armistizio di Cassibile dell'8 settembre 1943, con R.D.L. del 6 dicembre 1943 venne soppressa la Milizia Nazionale Forestale e ripristinato il Corpo Reale delle Foreste; i reparti attivi nel territorio della Repubblica Sociale Italiana passarono sotto il comando della Guardia Nazionale Repubblicana. Con decreto legislativo del Duce della Repubblica Sociale Italiana n. 908 dell'11 dicembre 1944, la Milizia venne ribattezzata Guardia Nazionale Repubblicana della Montagna e delle Foreste, organizzata su un comando superiore, una scuola allievi, un battaglione operativo, 7 legioni, una coorte e 4 centurie autonome.

### La ricostituzione nel secondo dopoguerra
Nel secondo dopoguerra, il 23 maggio 1945 il Comando alleato emanò un decreto di ricostituzione della Milizia forestale. In seguito, con il decreto legislativo 12 marzo 1948, n. 804, la Milizia nazionale forestale venne abolita e ricostituita con la denominazione di Corpo forestale dello Stato.
Il nuovo Corpo era composto da personale tecnico con funzioni di polizia (oltre a aiutanti forestali e archivisti, applicati ed alunni d'ordine forestali); la norma in particolare precisava che: «Il personale del Corpo forestale dello Stato è, a tutti gli effetti, personale civile dello Stato ed è soggetto alle disposizioni del relativo stato giuridico».
Con la legge 121 del 1981 recante il Nuovo ordinamento dell'amministrazione della pubblica sicurezza” venne sancito l'inserimento del Corpo tra le cinque forze di polizia dello Stato e divenne una delle tre forze di polizia ad ordinamento civile (con Polizia di Stato e Polizia penitenziaria). 

#### Nuovo ordinamento del Corpo forestale dello Stato

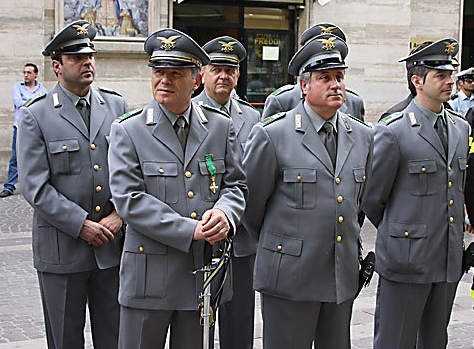
Personale del corpo (anno 2008).

Con la legge 6 febbraio 2004, n. 36 il Corpo venne dotato di un nuovo ordinamento, divenendo «forza di polizia dello Stato ad ordinamento civile, specializzata nella difesa del patrimonio agro-forestale italiano e nella tutela dell'ambiente, del paesaggio e dell'ecosistema [...] concorre nell'espletamento di servizi di ordine e sicurezza pubblica, ai sensi della legge 1º aprile 1981, n. 121, nonché nel controllo del territorio, con particolare riferimento alle aree rurali e montane. Il Corpo forestale dello Stato svolge attività di polizia giudiziaria e vigila sul rispetto della normativa nazionale e internazionale concernente la salvaguardia delle risorse agroambientali, forestali e paesaggistiche e la tutela del patrimonio naturalistico nazionale, nonché la sicurezza agroalimentare, prevenendo e reprimendo i reati connessi. È altresì struttura operativa nazionale di protezione civile».

### La riforma Madia del 2015 e lo scioglimento
Il 4 agosto 2015 il parlamento italiano approvò il cosiddetto "ddl Madia" sulla riorganizzazione delle amministrazioni pubbliche che prevedeva all'art. 8 l'assorbimento del Corpo forestale dello Stato in un'altra forza di polizia. La norma prevedeva inoltre che la definizione del riordino delle funzioni di polizia di tutela dell'ambiente, del territorio e del mare, nonché nel campo della sicurezza e dei controlli nel settore agroalimentare fosse demandata ad appositi decreti delegati.
Un decreto legislativo attuativo approvato preliminarmente dal Consiglio dei ministri il 20 gennaio 2016 sancì che il Corpo fosse riorganizzato come "Comando per la tutela forestale, ambientale e agroalimentare", all'interno dell'Arma dei Carabinieri; nacquero così nell'Arma i "Ruoli forestali", mentre fu deciso il trasferimento di 750 agenti dell'ex Forestale ad altre forze di polizia. Il nuovo Comando resta alle dipendenze funzionali del Ministero delle politiche agricole alimentari e forestali. Nel Corpo nazionale dei vigili del fuoco confluirono invece gli agenti specializzati nel servizio antincendio. Al detto decreto legislativo il 3 marzo fu reso il previsto parere obbligatorio da parte della Conferenza delle Regioni; il 12 maggio espresse parere favorevole il Consiglio di Stato e il 13 luglio pervenne inoltre l'avallo delle commissioni riunite del Senato.
Tra le conseguenze, fu osservato che l'assorbimento del personale nell'Arma dei Carabinieri comportava, tra l'altro, il passaggio dei dipendenti dallo status di polizia civile a quello di militari. Questo, in fase di approvazione suscitò reazioni dei sindacati generali e di categoria, che paventavano la possibilità di una pioggia di ricorsi poi concretizzatesi. Il capo della polizia Franco Gabrielli, espresse la sua perplessità sull'opportunità dell'iniziativa, preferendo il mantenimento delle diversità, mentre favorevolmente si espressero il dirigente generale del Corpo forestale dello Stato e i comandanti generali dell'Arma dei Carabinieri Tullio Del Sette e della Guardia di Finanza Giorgio Toschi.
Approvato definitivamente dal consiglio dei ministri nella seduta del 28 luglio 2016, il decreto legislativo n.177/2016 entrò in vigore il 13 settembre 2016 con la pubblicazione nella Gazzetta Ufficiale.

#### Assegnazioni del personale
Entro 60 giorni dalla pubblicazione del decreto in Gazzetta ufficiale, l'Art. 12 del decreto prevedeva che il capo del Corpo forestale dello Stato individuasse le amministrazioni di destinazione di tutto il personale del Corpo, sulla base di specifici criteri legati alle funzioni attribuite. La fase transitoria si è conclusa il 1º gennaio 2017.
Sempre l'Art.12 ha previsto le modalità di trasferimento del personale e di alcuni interi reparti:
- all'Arma dei Carabinieri è stato assegnato il personale le cui funzioni erano trasferite all'Arma stessa, compresa l'organizzazione formativa ed addestrativa, il gruppo sportivo e le sezioni di polizia giudiziaria nelle Procure della Repubblica;
- al Corpo della Guardia di Finanza sono stati trasferiti il Servizio di Soccorso alpino forestale (SAF) e le squadre nautiche e marittime;
- al Corpo nazionale dei Vigili del fuoco sono stati trasferiti i Centri operativi antincendio boschivo (COAB), i Nuclei operativi speciali e di protezione civile (NOS), le linee volo dedicate o impiegate per le specifiche attività di antincendio boschivo;
- alla Polizia di Stato è stato trasferito il personale qualificato per l'Ordine Pubblico e quello in servizio presso la Direzione Investigativa Antimafia (DIA);
- alla Direzione generale delle foreste (DIFOR) del Ministero delle politiche agricole è stato affidato il servizio centrale certificazione CITES.

Dei 7.781 Forestali in servizio nel 2016, 7.177 sono stati assorbiti dai Carabinieri, 390 dall'organico dei Vigili del fuoco, 126 dalla Polizia di Stato e 41 dalla Guardia di Finanza.

### Dopo lo scioglimento

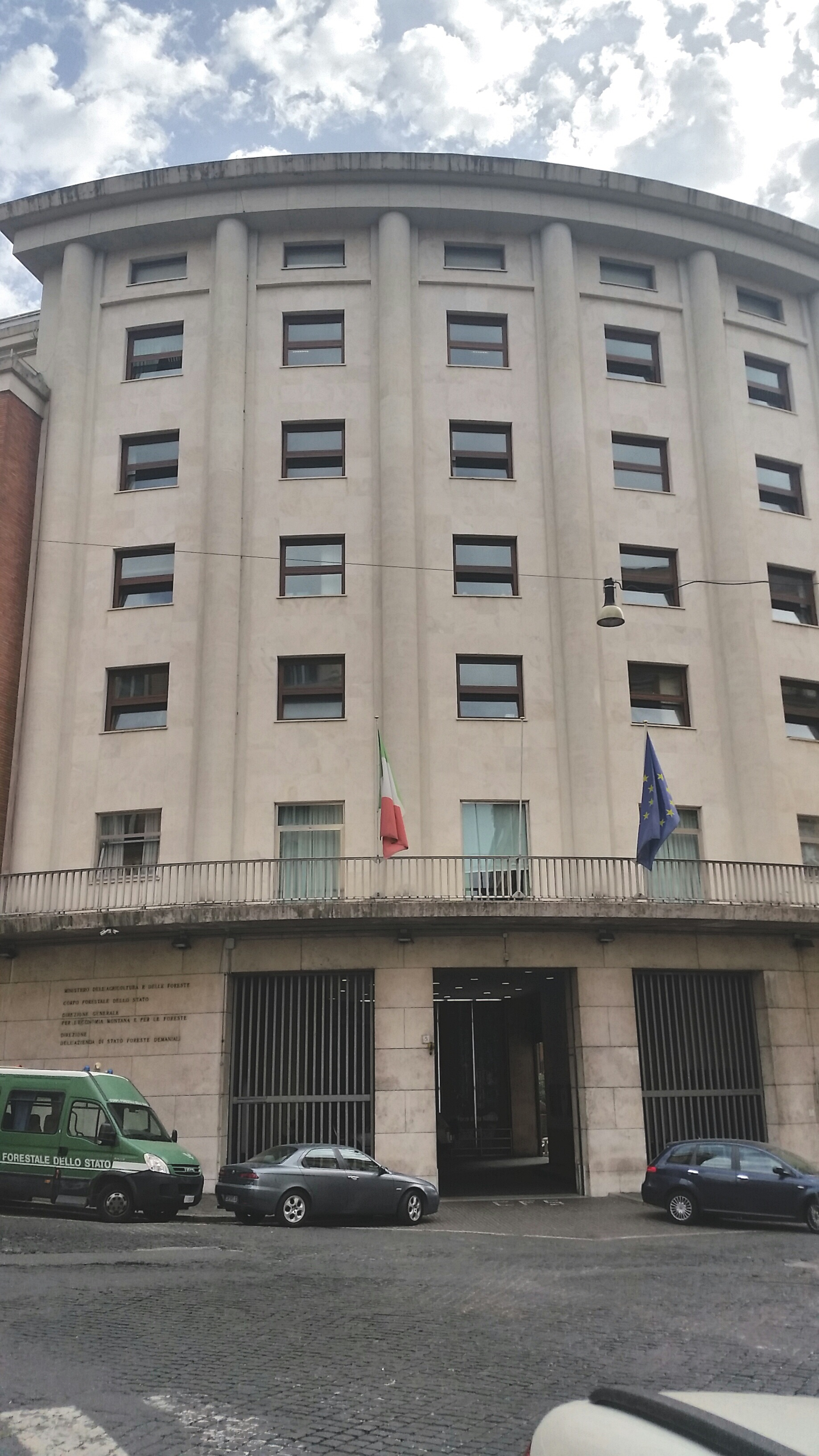
Sede centrale del CFS a Roma.

Dopo la soppressione, conclusasi il 31 dicembre 2016, il 17 ottobre 2017 con una cerimonia presso la Scuola Forestale Carabinieri di Cittaducale (RI) alla presenza del Comandante Generale dell'Arma dei Carabinieri Tullio Del Sette, è stata ritirata la pluridecorata bandiera del Corpo forestale dello Stato; divenuta un cimelio, è custodita a Cittaducale presso il Museo storico della Scuola Forestale.
Erano stati sollevati dei dubbi sulla costituzionalità della soppressione del Corpo Forestale dello Stato, ma un pronunciamento della Corte costituzionale del 16 aprile 2019 ha dichiarato legittima la soppressione del Corpo.
Nel giugno 2020 la prima sezione della Corte europea dei diritti dell'uomo (CEDU) avrebbe "invitato il Governo italiano a tentare una regolamentazione amichevole con due ex appartenenti del Corpo forestale dello Stato che hanno impugnato la soppressione del Corpo forestale dello Stato e il suo assorbimento nell’Arma dei carabinieri". L'Avvocatura dello Stato ha liquidato la vicenda offrendo a nome del Governo la somma complessiva di 2 mila euro.
Nella XVIII legislatura (2018-2022) erano state presentate tre proposte di legge per la ricostituzione del Corpo, a firma del Movimento 5 Stelle, del gruppo misto e di Fratelli d'Italia.

## Organizzazione

### Ispettorato generale
Era il vertice del Corpo, con sede in Roma.
Dall'ispettorato dipendevano 15 divisioni, ognuna delle quali aveva dei compiti specifici all'interno del Corpo così come sotto riportato:
- 1ª Divisione - Polizia ambientale e forestale
- 2ª Divisione - Sicurezza agro-ambientale e agro-alimentare
- 3ª Divisione - Protezione civile e pubblico soccorso
- 4ª Divisione - Reparto aero - navale
- 5ª Divisione - Rapporti internazionali e raccordo nazionale
- 6ª Divisione - Rapporti con le regioni e attività di monitoraggio
- 7ª Divisione - Tutela dell'ambiente
- 8ª Divisione - Affari generali
- 9ª Divisione - Programmazione e gestione economico - finanziaria
- 10ª Divisione - Risorse strumentali
- 11ª Divisione - Amministrazione sede centrale - trattamento economico del personale
- 12ª Divisione - Personale direttivo e dirigente
- 13ª Divisione - Agenti - assistenti - sovrintendenti e ispettori
- 14ª Divisione - Operatori - collaboratori - revisori e periti
- 15ª Divisione - Pensioni, riscatti ed equo indennizzo.
- 16ª Divisione - Guardie Ecozoofile.
- 17ª Divisione -  Primo Soccorso immediato.

L'"Ufficio per la Biodiversità" operava Presso l'Ispettorato generale, alle dirette dipendenze del Capo del Corpo. Da questo Ufficio dipendevano 28 Uffici territoriali per la Biodiversità ai quali era demandata la gestione delle 130 Riserve naturali del Corpo forestale dello Stato precedentemente gestite dall'ex Azienda di Stato per le Foreste Demaniali (A.S.F.D.). Da esso dipendevano anche i tre Centri nazionali per la Biodiversità forestale, dislocati a Peri (VR), Bosco Fontana (MN) e Pieve S.Stefano (AR).

### Organizzazione territoriale
A livello regionale si trovavano i 15 comandi regionali (solo nelle regioni a statuto ordinario) con lo scopo di raccordo tra le strutture territoriali periferiche e l'Ispettorato generale, nonché di amministrazione generale a livello di gestione delle risorse finanziarie, umane e strumentali.
A livello provinciale si trovavano i comandi provinciali. Oltre agli uffici che si occupavano dell'amministrazione della struttura e di quelle territoriali dipendenti, vi erano gli uffici del Nucleo investigativo di polizia ambientale e forestale (NIPAF) che si occupavano prioritariamente di tutte le indagini di polizia giudiziaria in ambito ambientale, sia di iniziativa sia delegate dall'Autorità giudiziaria. Nei comandi provinciali si trovavano talvolta anche i nuclei agroalimentari che operavano principalmente nel settore di repressione delle frodi e del controllo della filiera agroalimentare e collaborano con i NIPAF per le indagini di polizia. Presenti anche i presidi dei Servizi di certificazione Cites che si occupavano della certificazione di tutte le forniture di pelli, animali e piante esotiche per l'import o l'export delle stesse.
Al pari delle altre forze di polizia, erano state istituite in varie Procure della Repubblica aliquote di polizia giudiziaria con personale del Corpo forestale dello Stato.
I Comandi di stazione forestali dipendevano gerarchicamente dal Comando provinciale competente. I Comandi di stazione si occupavano di molteplici e svariate attività (polizia, protezione civile, controllo del territorio e altre attività di competenza del Corpo come la tutela boschiva, flora e fauna). I Coordinamenti territoriali per l'ambiente (CTA) operavano all'interno dei parchi nazionali occupandosi del monitoraggio, della salvaguardia dell'ambiente e della prevenzione dei reati all'interno delle circoscrizioni territoriali ricomprese negli Enti parco.

### Nuclei
- Nucleo investigativo centrale di polizia ambientale e forestale (NICAF): i compiti principali erano l'indagine e l'analisi dei fenomeni criminali legati all'ambiente su tutto il territorio nazionale; svolgeva attività di supporto tecnico e logistico agli altri nuclei del Corpo. Il NICAF era composto da tre Sezioni: operativa, amministrativa e indagini tecniche e analisi forense. Inquadrato nella 1ª Divisione dell'Ispettorato generale, aveva sede in Roma.
- Nucleo investigativo antincendio boschivo (NIAB), creato nel 2000 in seguito all'introduzione del reato di incendio boschivo, svolgeva attività di indagine sul fenomeno, supporto ad altri nuclei, preparazione del personale e coordinava l'attività investigativa tesa ad identificare gli autori degli incendi boschivi. Aveva sede a Roma.
- Nucleo operativo antibracconaggio (NOA): creato nel 2005, l'attività si sviluppava nelle zone in cui la pratica del bracconaggio è più forte.
- Nucleo investigativo per i reati in danno agli animali (NIRDA): nucleo centrale che copriva tutto il territorio nazionale, con attività investigativa e repressiva sui reati in danno agli animali con particolare riferimento al maltrattamento.
- Nucleo agroalimentare e forestale (NAF): svolgeva attività di controllo sull'attuazione dei regolamenti comunitari nel settore agricolo, agro-alimentare e forestale. Inoltre svolgeva attività volte al rispetto della normativa in materia di sicurezza alimentare del consumatore e di biosicurezza in genere, ivi compresi quelli relativi alla BSE, agli OGM ed alle produzioni biologiche.
- Nucleo operativo speciale (NOS): in riferimento al decreto del capo del Corpo forestale dello Stato del 16 luglio 2009 il NOS veniva impiegato per operazioni speciali, soprattutto in aree forestali e montane, per il controllo del territorio e l'intervento rapido nelle aree marginali, nella prevenzione e lotta attiva degli incendi boschivi, nonché per la protezione civile e nella ricerca di dispersi, latitanti o ricercati, per la prevenzione e repressione del bracconaggio notturno, nella lotta alle ecomafie, al traffico illecito dei rifiuti e alla criminalità organizzata in campo ambientale, per la tutela della sicurezza durante situazioni di emergenza e nell'ordine pubblico.
- Nuclei investigativi di polizia ambientale e forestale (NIPAF): svolgevano sul territorio attività investigativa dei reati relativi ad incendi, aree protette, discariche, traffico illecito di rifiuti, inquinamento ambientale e controlli agroalimentari, contrasto alla criminalità organizzata e indagini di polizia giudiziaria. Affiancavano il NIAB. Erano presenti in ogni Comando provinciale del Corpo forestale dello Stato.

### Servizi
- Servizio CITES: strutturato in un Centro di coordinamento, presso l'Ispettorato generale di Roma, e in 40 uffici periferici. Il Centro di coordinamento aveva funzioni di assistenza operativa e di coordinamento delle attività degli uffici periferici, di consulenza tecnico-scientifica, di emanazione di direttive, di rapporto con enti e organismi internazionali. Gli uffici periferici si differenziavano in 24 uffici territoriali denominati Servizi Cites territoriali, con funzione di rilascio certificati, accertamento infrazioni e controllo territoriale, e in 16 nuclei operativi Cites presso le dogane, con funzione di verifica merceologica, controllo documentale e verifica della movimentazione commerciale, nonché accertamento di illeciti.
- Soccorso alpino forestale (SAF): nato nel 2003 riscosse notevoli successi nel portare soccorso in ambienti impervi quali la montagna, le forre. Era composto da circa 30 unità divise in tre Comandi stazione: Domodossola, L'Aquila e Palus San Marco.
- Servizio cinofilo: impiegato nella ricerca di persone travolte da macerie, detriti o valanghe, o in operazioni di polizia, oppure nella ricerca di animali appartenenti a specie protette portati illegalmente in Italia.
- Servizio a cavallo: svolgeva opera di sorveglianza nei parchi nazionali, nei più importanti parchi urbani e nelle riserve naturali.
- Servizio nautico: aveva compiti di salvaguardia dell'ambiente costiero, marino, fluviale e lacustre, utilizzando mezzi sia per l'altura, che per il mare aperto e per le acque interne. Oltre ai compiti di sorveglianza e repressione, svolgeva opera di reintroduzione nel proprio ambiente naturale delle specie protette.
- Servizio Meteomont: elaborava previsioni relative alla situazione della neve per prevenire i rischi provocati dalle valanghe, in collaborazione con il Servizio meteorologico dell'Aeronautica Militare e il Comando truppe alpine dell'Esercito italiano[28].
- Servizio di vigilanza e soccorso sulle piste da sci: presente in tutte le stazioni sciistiche nelle regioni ordinarie, il servizio esplicava la sua azione con le altre forze di polizia. Oltre ai compiti di sorveglianza e soccorso controllava che venissero rispettate le norme di comportamento delle sciatore.
- Servizio Aereo : era parte integrante del Servizio aeronavale del Corpo forestale dello Stato; contava di 150 uomini, 21 elicotteri ed 1 aereo. Era presente con sette sedi operative fisse: Roma, Pescara, Belluno, Cecina, Lamezia Terme, Ciampino e Rieti e altre temporanee a seconda del periodo dell'anno, tenendo in considerazione che in inverno la maggior probabilità di incendi è al nord Italia mentre in estate è al centro-sud. Il Servizio Aereo del Corpo forestale dello Stato, nato come Nucleo Elicotteri e poi Centro Operativo Aereo, è stato l'unico corpo dello Stato italiano ad avere personale pilota e tecnico che, pur dovendo frequentare le scuole di volo e tecniche dell'Aeronautica Militare, attuava la propria operatività con licenze civili e non brevetti militari o ministeriali. Questa scelta nasceva dalla consapevolezza che le normative EASA erano comunque a vantaggio del mantenimento della Sicurezza del Volo. Le attività svolte erano le più disparate: dalle principali attività di prevenzione e spegnimento incendi boschivi allo svolgimento dei servizi di protezione civile e di pubblico soccorso, di monitoraggio ambientale, di anti bracconaggio e di polizia giudiziaria. Una notizia che pochi sanno è che in Italia i primi due elicotteri (Bell 47) italiani, pur pilotai da personale dell'Aeronautica Militare furono acquistati proprio dal Corpo forestale dello Stato nel lontano 1949, ben prima dei Vigili del Fuoco e Aeronautica Militare (1955) e dei carabinieri (1960) così come i primi canadair e dal 2003 i primi S64F.

## Personale
Le carriere del personale del Corpo forestale dello Stato erano normate dalle seguenti disposizioni principali:
- legge 1º febbraio 1989, n. 53 concernente lo stato giuridico e l'ordinamento delle carriere;
- decreto legislativo 12 maggio 1995, n. 201 Attuazione dell'Art. 3 della legge 6 marzo 1992, n. 216, in materia di riordino delle carriere del personale non direttivo e non dirigente del Corpo forestale dello Stato e successivi
- decreto legislativo 3 aprile 2001, n. 155 Riordino dei ruoli del personale direttivo e dirigente del Corpo forestale dello Stato, a norma dell'Art. 3, comma 1 della legge 78/2000

Il personale che prestava servizio presso il Corpo era suddiviso in tre Ruoli:
- Ruoli direttivo e dirigente: ne facevano parte i quadri e i dirigenti dell'amministrazione con compiti di direzione e responsabilità degli uffici. Il ruolo è equiparabile a quello degli ufficiali delle Forze armate. Gli appartenenti a tali ruolo erano tutti in possesso di laurea specialistica. La carriera si articolava nelle qualifiche del ruolo direttivo (commissari): commissario forestale, commissario capo forestale e vice questore aggiunto forestale; e del ruolo dei dirigenti: primo dirigente, dirigente superiore e dirigente generale.

I Ruoli direttivo e dirigenti era sovra ordinato agli altri ruoli del Corpo forestale dello Stato. Funzionalmente erano considerabili anche come personale in divisa in quanto storicamente assegnatari delle funzioni di ufficiali di polizia giudiziaria e di sostituti ufficiali di pubblica sicurezza.
- Ruoli del cosiddetto personale in divisa: erano sotto ordinati ai ruoli direttivo e dirigenti ed era composto da tre ruoli (in ordine gerarchico discendente): ispettori, sovrintendenti, assistenti ed agenti, a loro volta suddivisi in qualifiche (l'equivalente civile dei gradi presenti nelle Forze Armate).

In base alla progressione di carriera (di qualifica e di ruolo) e all'anzianità (nella qualifica e/o ruolo o di servizio) ricoprivano compiti via via di maggiore responsabilità. Erano altresì titolari delle funzioni di polizia giudiziaria (agenti di polizia giudiziaria per il personale del ruolo agenti/assistenti; ufficiali di polizia giudiziaria per il personale degli altri due ruoli) e di agenti di pubblica sicurezza.
- Ruoli del personale tecnico-amministrativo: al pari dei precedenti erano sotto ordinati ai Ruoli direttivo e dirigenti e parimenti composti da tre ruoli (in ordine gerarchico discendente): periti, revisori, operatori e collaboratori, a loro volta suddivisi ancora in qualifiche. I ruoli tecnici del Corpo forestale dello Stato si sostanziavano in pratica in una gerarchia parallela e complementare ai ruoli del cosiddetto personale in divisa.

Anche in detto ruolo, in base alla progressione di carriera e all'anzianità, il personale ricopriva compiti via via di maggiore responsabilità. Erano altresì titolari delle funzioni di polizia giudiziaria (agenti di polizia giudiziaria/ufficiali di polizia giudiziaria). La legge prevedeva inoltre la possibilità e le modalità di assegnazioni della qualifica di agente di pubblica sicurezza per determinate qualifiche ed esigenze.
Data la finalità di risposta ad esigenze specialistiche dell'Amministrazione, all'interno dei ruoli e delle qualifiche erano individuati diversi profili professionali:
- area tecnico-scientifica: geometra, forestale, informatico, chimico-biologico, in materia veterinaria.
- area tecnico-strumentale: ai servizi, infermiere; ai lavori di piccola manutenzione; alimentare.
- area amministrativa: amministrativo.

Non facevano parte del corpo i cosiddetti "operai forestali", OTI e OTD, lavoratori assunti dal Ministero, per svolgere mansioni di manutenzione dei boschi e delle riserve naturali, sotto il coordinamento del Corpo.

### Reclutamento
Il personale era selezionato tramite concorso pubblico, pubblicato sulla Gazzetta Ufficiale della Repubblica Italiana. Dopo l'emanazione della legge 23 agosto 2004, n. 226 potevano partecipare ai concorsi banditi dal Corpo forestale dello Stato i cittadini italiani, di entrambi i sessi e di età non superiore a 30 anni, che stavano svolgendo o avevano già svolto un periodo di ferma presso le forze armate italiane. Per l'arruolamento occorreva possedere i requisiti precisati nel bando di concorso.

### Formazione
Per la preparazione e per la formazione continua del proprio personale, il Corpo si avvaleva della Scuola del Corpo Forestale dello Stato con sede centrale a Cittaducale (RI), fin dalla sua fondazione nel 1905, a cui fu affiancata nel 1962 una seconda scuola con sede a Sabaudia. Furono, inoltre, aggiunte le sezioni staccate di San Nazario (VI), Mongiana (VV), Marsiliana (GR), Ceva (CN), Antrodoco (RI) e Rieti.

## Competenze e funzioni

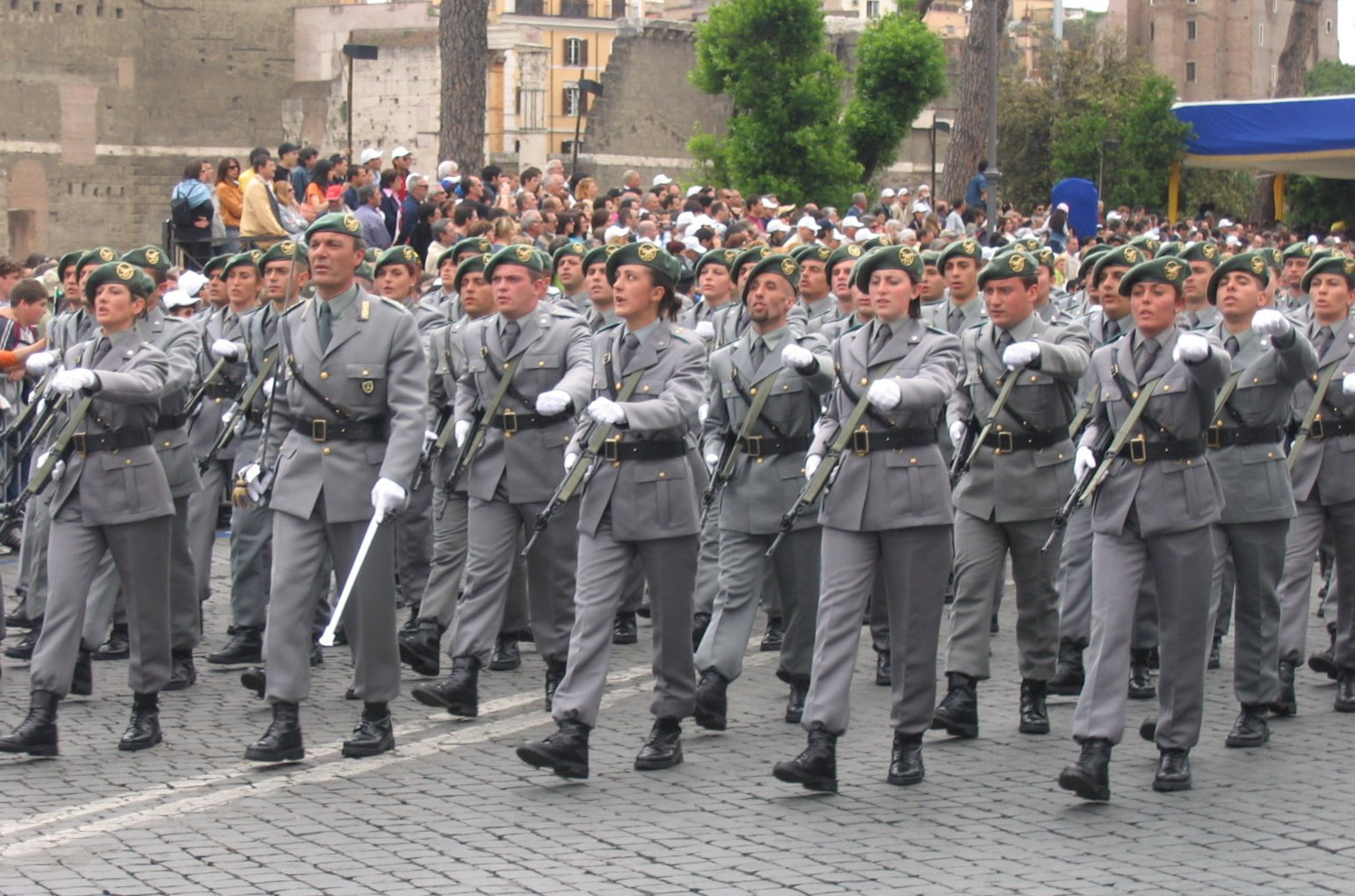
Personale del Corpo forestale dello Stato alla parata del 2 giugno 2006

Il Corpo forestale dello Stato originariamente aveva un ruolo di salvaguardia delle aree boschive, tuttavia acquisì nel corso della sua storia molteplici funzioni anche al di fuori di tale ambito. Successivamente, i suoi numerosi e variegati compiti istituzionali ricaddero in un più ampio contesto di difesa dell'ambiente e del territorio, della salute umana, di tutela degli animali, della flora e del patrimonio paesaggistico, di controllo sulle produzioni agro-alimentari, di conservazione della biodiversità e delle aree protette terrestri e marine.
Molteplici sono state le indagini di rilievo svolte del personale del Corpo forestale dello Stato, tra le tante ricordiamo quelle forse più emblematiche perché oggetto di risalto mediatico o che ha coinvolto commissioni parlamentari, svolte dal generale Guido Conti e dal Colonnello Guido Martini ovvero la più grande discarica d'Europa di Bussi sul Tirino (PE) e quella svolta sulle c.d. "navi dei veleni" per il traffico di sostanze radioattive e lo smaltimenti di rifiuti speciali tossico-nocivi nel Sahara delle quali, alcune, affondate nel Mediterraneo.
Il personale del Corpo aveva funzioni di Polizia Giudiziaria, ai sensi dell'Art. 57 del Codice di procedura penale, e di Pubblica Sicurezza, ai sensi dell'Art. 16 della Legge 121/81, per cui svolgeva attività di prevenzione e repressione dei reati e di tutela dell'ordine e della sicurezza pubblica in concorso con la Polizia di Stato, l'Arma dei Carabinieri, la Guardia di Finanza e la Polizia penitenziaria. Insieme a queste forze di polizia, inoltre, era al servizio della Direzione Investigativa Antimafia (DIA), occupandosi in particolare del contrasto delle cosiddette ecomafie, ossia attività poste in essere dalla criminalità organizzata che arrecano danno all'ambiente (traffico illecito di rifiuti, abusivismo edilizio, ecc.).
Di esclusiva competenza del Corpo forestale dello Stato erano:
- la sorveglianza dei 20 parchi nazionali d'Italia, nonché di altre 130 aree protette dalla normativa europea, statale e regionale;
- la vigilanza sull'applicazione della Convenzione di Washington attraverso il servizio CITES, inerente al commercio internazionale delle specie di fauna e di flora minacciate di estinzione.

In collaborazione con le altre forze di polizia nazionali e locali, inoltre, si occupava del controllo sull'attività venatoria, sulla pesca e sulla sicurezza della filiera agro-alimentare, intervenendo sui fenomeni di bracconaggio, di contraffazione ed adulterazione degli alimenti, di maltrattamento ed uccisione di animali.
Nell'ambito della Protezione civile e del soccorso pubblico, il Corpo forestale dello Stato interveniva nei casi di calamità naturali (terremoti, alluvioni) e soprattutto svolgeva un ruolo centrale, oltre che ad un'eccellente opera di prevenzione, nelle operazioni di estinzione degli incendi boschivi, fenomeni molto diffusi in Italia e negli altri stati del Mediterraneo. Infatti, anche in sinergia con il Centro operativo aereo unificato (COAU) o con la Sala Operativa Unificata Permanente regionale operava, anche d'iniziativa, per lo spegnimento degli incendi a terra con proprio personale e con i propri mezzi aerei e con l'ausilio del personale della Protezione Civile e in stretta collaborazione con i Vigili del Fuoco.
Infine, il Corpo forestale dello Stato era dotato di personale tecnico deputato ad attività di studio e di ricerca scientifica, di monitoraggio dell'ambiente e delle sue risorse, che ha permesso di sviluppare svariati progetti in collaborazione con altri enti di ricerca nazionali ed internazionali quali, ad esempio, i progetti comunitari LIFE per la salvaguardia dei siti Natura 2000, o per la reintroduzione di specie come l'orso bruno in area alpina ed appenninica, o ancora per lo studio di riserve naturali quali il Bosco Fontana e Bosco della Mesola. Tale personale, inoltre, era impegnato in progetti di educazione ambientale e formazione della popolazione.

## Corpi delle regioni e province autonome

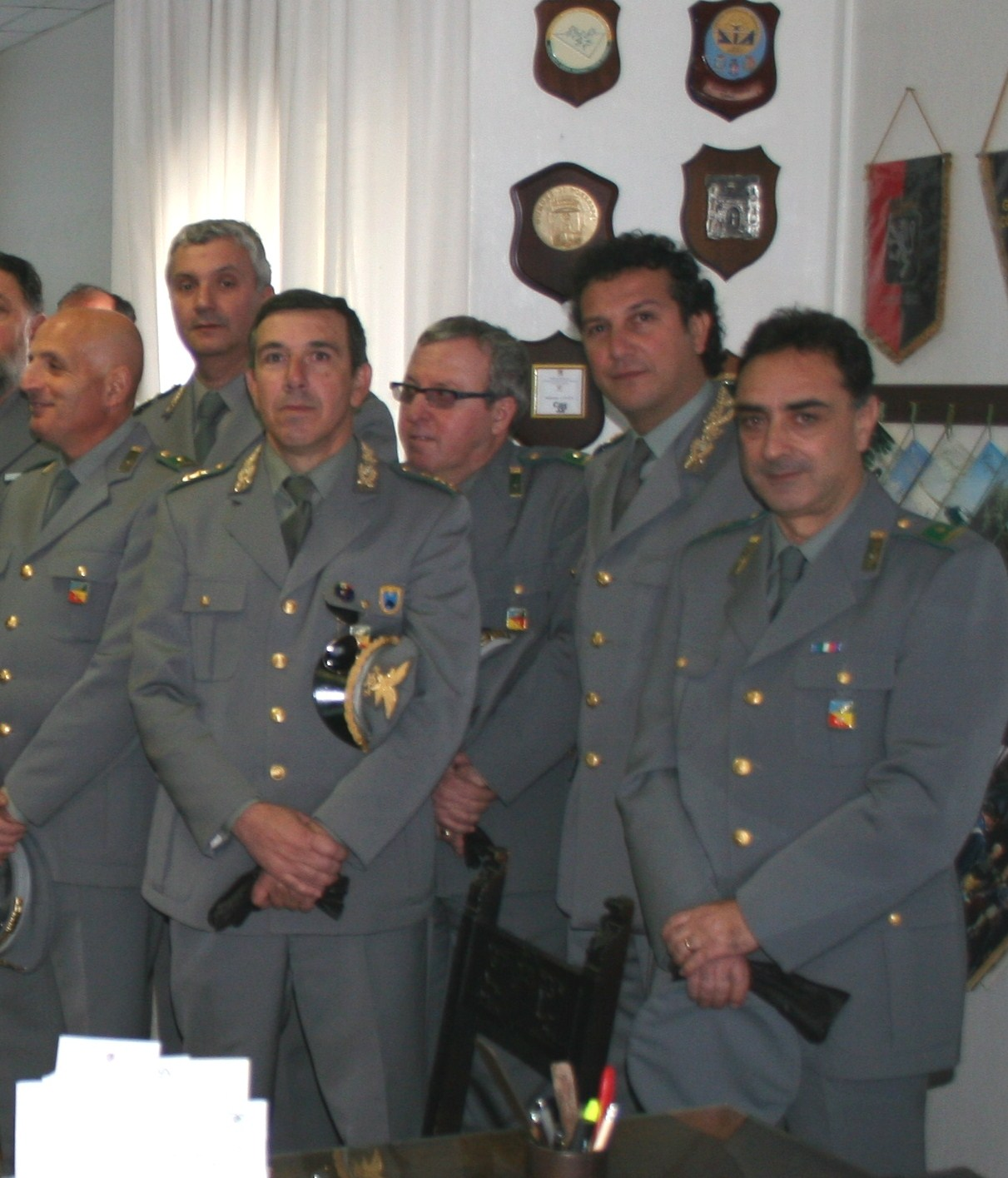
Ufficiali e sottufficiali del Corpo forestale della Regione siciliana

Nelle regioni a statuto speciale le funzioni del Corpo forestale dello Stato sono sostituite dai Corpi forestali regionali (o provinciali per le due province autonome del Trentino Alto-Adige). Le competenze sono simili tra loro ma questi Corpi svolgono anche funzioni tecnico-gestionali, non proprie del Corpo forestale dello Stato. Inoltre le funzioni di Polizia giudiziaria degli appartenenti ai Corpi forestali regionali e provinciali sono limitate alla regione o la provincia di appartenenza (come in tutte le polizie locali), mentre quelle degli appartenenti al Corpo forestale dello Stato erano valide sull'intero territorio nazionale. Differenti sono inoltre le norme di assunzione, essendo i concorsi pubblici dei corpi locali di carattere regionale o provinciale, mentre per il Corpo forestale dello Stato erano a livello nazionale.
Di seguito i Corpi forestali nelle regioni e province autonome:
- Corpo forestale della Valle d'Aosta, dal 1968 (bilingue italiano/francese, Corps forestier);
- Corpo forestale della Regione autonoma Friuli-Venezia Giulia (per i comuni il cui statuto prevede il bilinguismo italiano/sloveno, Gozdari), dal 1969 congiuntamente al Corpo forestale dello Stato, dal 2004 esclusivamente;
- Corpo forestale della Regione Siciliana, dal 1972;
- Corpo forestale e di vigilanza ambientale (Sardegna), dal 1985;
- Corpo forestale provinciale della Provincia autonoma di Bolzano, dal 1979 (bilingue italiano/tedesco, Landesforstdienst);
- Corpo forestale provinciale della Provincia autonoma di Trento, dal 1997.

Questi corpi forestali sono rimasti attivi anche dopo la riforma Madia (decreto legislativo n.177/2016).

## Mezzi in dotazione
- Aerei

Piaggio P180 Avanti che era utilizzato per voli di trasferimento istituzionali e per il trasporto del personale dei nuclei del CFS.
- Elicotteri

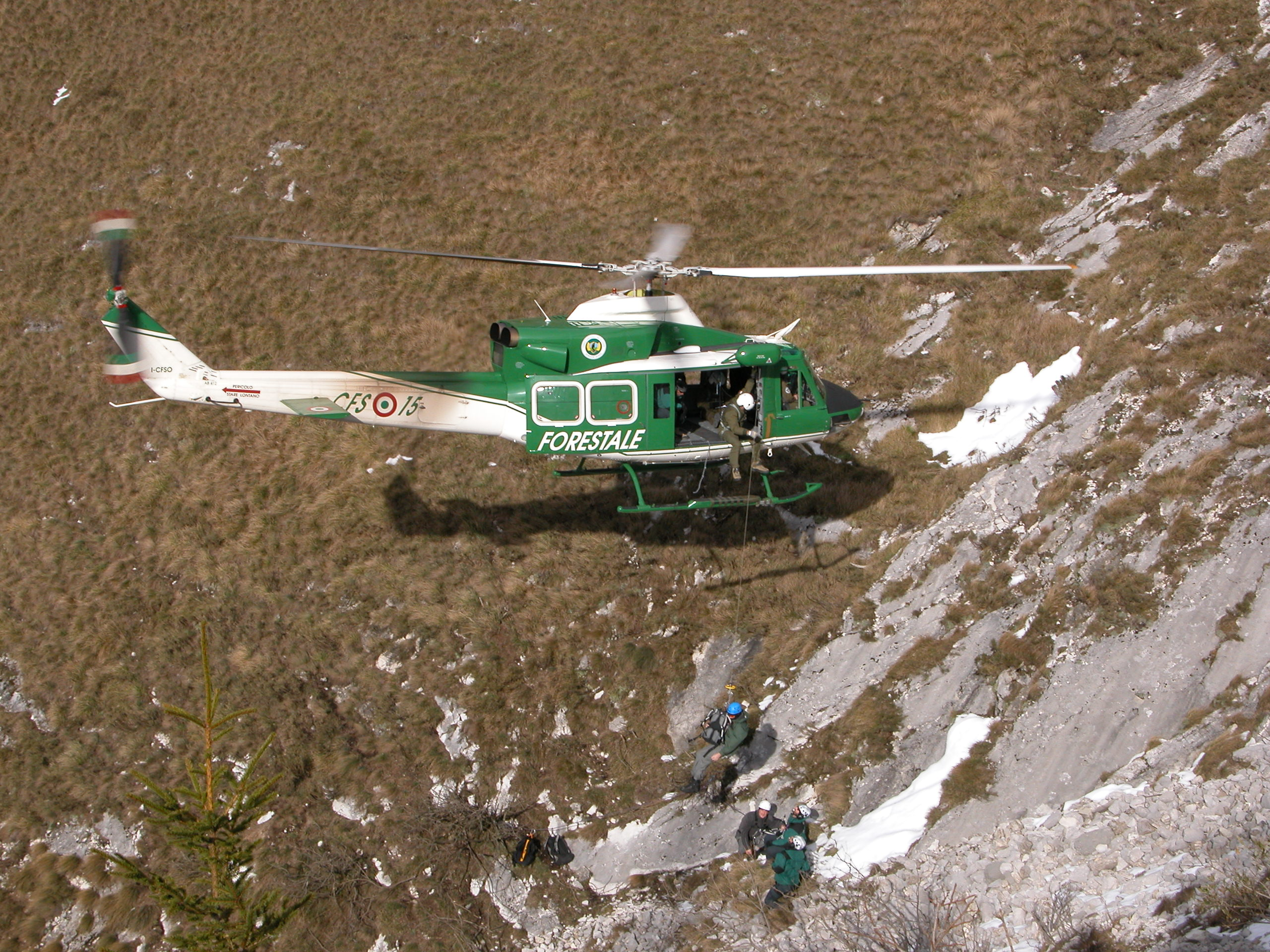
Un Agusta-Bell AB 412 del CFS.

Gli elicotteri in dotazione erano di diversi tipi: l'Agusta-Bell AB 412 (18), il Breda Nardi NH500 C e D (12), tre elicotteri AW 109N e quattro Sikorsky S-64F.
- Autovetture

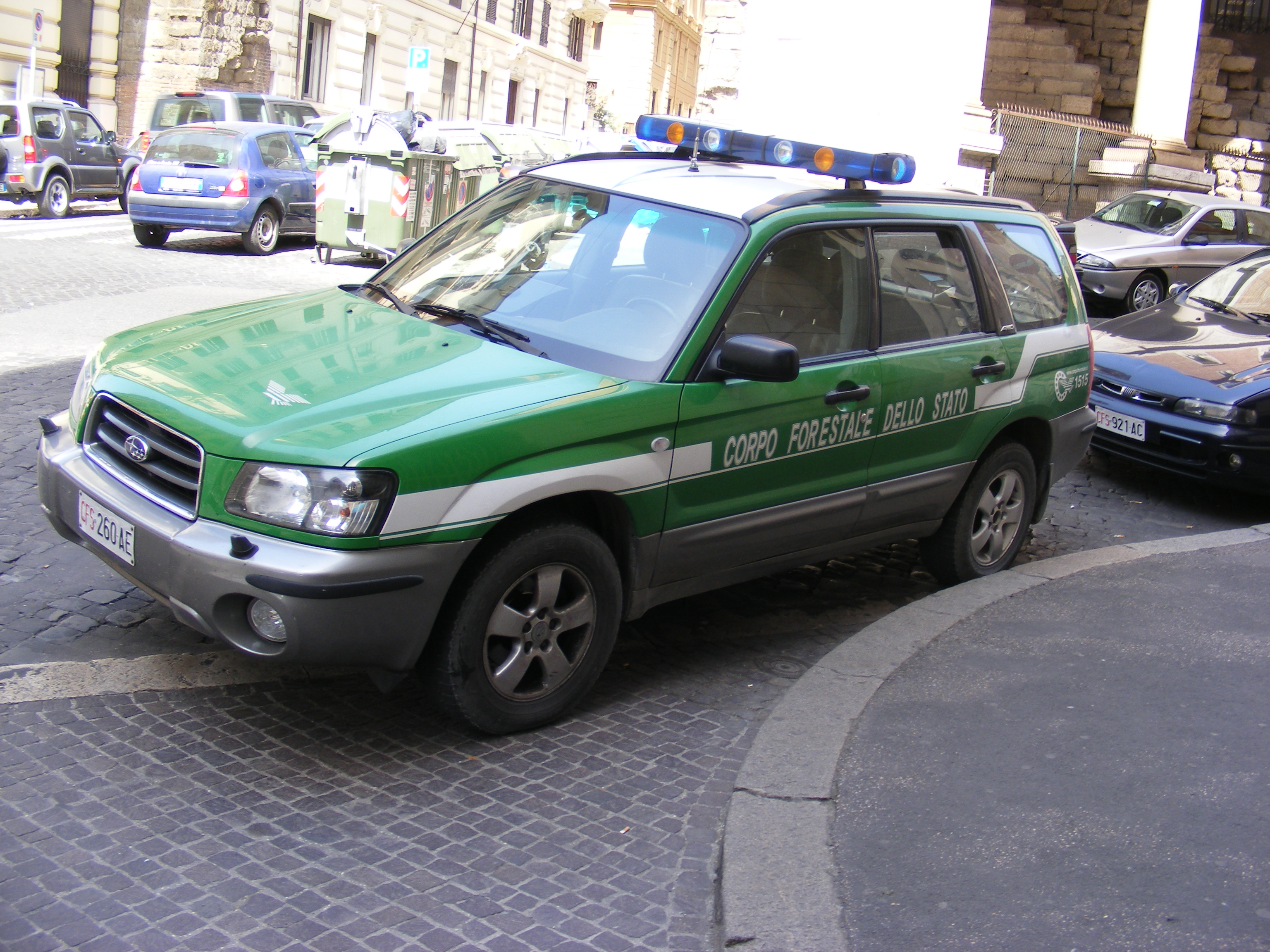
Una Subaru Forester del CFS

Molteplici sono state le autovetture impiegate dal CFS durante il corso della sua storia: nel periodo postbellico vennero utilizzati vari mezzi, sia stradali che fuoristrada. Si andava così dalle varie vetture di produzione ordinaria nazionale (Fiat Topolino, 1100 ecc.) alle jeep residuate del conflitto. In seguito la dotazione si è arricchita soprattutto nel settore fuoristrada con la Fiat Campagnola, sia nel modello AR51 che nel successivo AR76, sia in versione Hard Top che telonata. Risultano essere state immatricolate anche delle Alfa Romeo Matta, tra queste anche nella versione civile (AR 52). Gli anni 70 ed ancor più gli anni ottanta hanno rappresentato il passaggio definitivo dalle moto alle auto nelle articolazioni operative del Corpo. Per l'impiego normale si è così assistito all'utilizzo di mezzi quali le FIAT 500, 126, 127, 128, 131, Uno, Regata, Ritmo, Croma ecc., fino a giungere alle FIAT Punto, Panda 4x4, Stilo, Sedici, ecc. attualmente in dotazione. Tra i mezzi fuoristrada, le Campagnola sono state sostituite dal Land Rover Defender in dotazione fino allo scioglimento, oltre a Subaru Forester (per l'impiego nei NIPAF) e Nissan Terrano.
Per compiti particolari erano inoltre in servizio furgoni, pullman, pulmini ed autocarri di vari modelli, comprese alcune versioni antincendio, come il jeppone Iveco 40.10 e l'autobotte Iveco 80.17 Baribbi.
La livrea dei mezzi, che fino agli anni novanta era il classico verde militare, mentre poi fu costituita dai due colori istituzionali del Corpo (verde e bianco), con loghi e scritte.
- Motociclette

Nel corso della sua storia il CFS ha utilizzato diversi tipi di motociclette: la Guzzi Airone 250 (anni 50 - 70), la Guzzi Falcone 500 (anni 50 - 70), la Guzzi Stornello 125 (anni 60 - 80), la Guzzi Stornello 160 (anni 60 - 80) e la Morini 350 (anni 70). A partire dal 2007 vennero messi a disposizione, in via sperimentale, alcuni esemplari di Ducati Multistrada 1100, utilizzate per la sorveglianza nei grandi parchi urbani.

## Armi
L'armamento in dotazione al Corpo Forestale dello Stato si divideva in due categorie:
- Armi di reparto:
  - Beretta PM 12 S2 cal. 9 mm Parabellum (servizio d'istituto);
  - Beretta AR 70/90 cal. 5,56 mm Nato (servizio d'istituto e rappresentanza);
  - Beretta Mab 18/30 cal. 9 mm (rappresentanza);
  - Beretta Mod. 70 cal. 7,65 (esercitazioni in bianco)
- Arma individuale:
  - Beretta 92 FS cal. 9 mm Parabellum

## Simboli

Stemma del Corpo

Il Corpo forestale dello Stato era rappresentato da:
- uno stemma araldico
- un motto: Pro Natura Opus et Vigilantia (a favore della natura opera e vigilanza)
- una bandiera d'istituto
- un santo patrono: San Giovanni Gualberto

Lo stemma araldico utilizzato in ultimo dal Corpo forestale dello Stato fu concesso con decreto del Presidente della Repubblica nel 2007, sostituendo in questo modo quello precedente del 1997.
Lo stemma è così descritto:
"Di azzurro, all'aquila in profilo con il volo spiegato e alzato, la zampa sinistra poggiata sul tronco d'albero, reciso, sradicato, munito di due fronde, una a destra, l'altra a sinistra, la zampa destra poggiata a mezza altezza sulla fronda posta a destra, il tutto d'oro; al capo di verde, caricato da tre ghiande di quercia d'oro, gambute e fogliate di due, dello stesso, esso capo sostenuto dal filetto d'oro. Lo scudo è sormontato dalla corona turrita d'oro, murata di nero, formata dal cerchio con due cordonate a muro sui margini, sostenente otto torri quadrate (cinque visibili), di due palchi, chiuse di nero, finestrate dello stesso nel palco superiore, ogni palco merlato alla guelfa di tre, esse torri riunite da cortine di muro, ogni cortina merlata alla guelfa di tre. Sotto lo scudo, su lista svolazzante d'oro, il motto, in lettere maiuscole di nero, PRO NATURA OPUS ET VIGILANTIA".
Il simbolo del corpo, l'aquila, è raffigurata mentre protegge una quercia danneggiata ma ancora viva e simboleggia l'attività principale del corpo ossia la protezione della natura. Il capo di colore verde e con delle ghiande simboleggia: il vigore la cortesia e l'impegno. La corona presenta otto torri, di cui cinque visibili, con doppio palco, simboleggiano l'osservazione.

## Uniforme
L'uniforme del Corpo forestale dello Stato era grigioverde, simile a quella precedentemente in uso alla Guardia di Finanza. A seconda del servizio erano previsti diversi tipi di uniforme:
- Uniforme ordinaria: costituita da giacca, con profilatura verde sulle controspalline, e pantaloni grigioverdi in cordellino (invernale) o fresco lana (estiva) con camicia e cravatta del medesimo colore, scarpe basse nere e berretto rigido. Veniva indossata nei servizi ordinari e in ufficio. Nella stagione estiva esisteva una versione ridotta con camicia grigioverde a manica corta e bottoni dorati. La versione femminile era priva di tasche al petto;
- Uniforme da campagna: costituita da tuta operativa grigio verde e berretto tipo "pasubio", impiegata nei servizi di campagna ed operativi; nella versione estiva la giacca era sostituita da una polo grigia con profilature verdi. Le calzature erano stivaletti anfibi in pelle nera;
- Uniformi speciali erano previste per i servizi a cavallo, per il soccorso alpino forestale e il servizio aereo e navale.

Completavano l'uniforme la fondina in pelle nera (uniforme ordinaria) per la pistola in dotazione, il cinturone in cordura (servizi di ordine pubblico ed operativi) o in cuoio nero (servizi d'onore e rappresentanza).

## Qualifiche del Corpo forestale dello Stato
Il personale dei ruoli dei commissari e dei dirigenti del Corpo forestale dello Stato era inquadrato secondo la seguente struttura gerarchica (in ordine crescente di qualifica):
- (commissari - Ruolo dei direttivi)
  - commissario forestale (durante il corso di formazione)
  - commissario capo forestale
  - vice questore aggiunto forestale
- (dirigenti - Ruolo dei dirigenti)
  - primo dirigente
  - dirigente superiore
  - dirigente generale - vice capo del Corpo forestale dello Stato
  - dirigente generale - capo del Corpo forestale dello Stato

Il personale del Corpo forestale dello Stato che espletava prioritariamente funzioni di polizia (cosiddetto personale in divisa) era inquadrato secondo la seguente struttura gerarchica (in ordine crescente di qualifica e di ruolo):
- Ruolo agenti e assistenti
  - agente
  - agente scelto
  - assistente
  - assistente capo
- Ruolo sovrintendenti
  - vice sovrintendente
  - sovrintendente
  - sovrintendente capo
- Ruolo ispettori
  - vice ispettore
  - ispettore
  - ispettore capo
  - ispettore superiore
  - ispettore superiore scelto

Il personale del Corpo forestale dello Stato che svolgeva attività tecnico-scientifica, tecnico-strumentale ed amministrativa
(in ordine crescente di qualifica e di ruolo):
- Ruolo operatori e collaboratori
  - operatore
  - operatore scelto
  - collaboratore
  - collaboratore capo
- Ruolo revisori
  - vice revisore
  - revisore
  - revisore capo
- Ruolo periti
  - vice perito
  - perito
  - perito capo
  - perito superiore
  - perito superiore scelto

## 1515 Numero d'emergenza
Il Corpo forestale dello Stato era dotato di un proprio numero per le emergenze, il 1515.
Al servizio erano inoltrate tutte le segnalazioni di reati o emergenze che sono di competenza del CFS, come incendi boschivi, abusivismo edilizio, richiesta di soccorso. Il numero era attivo 24 ore su 24 ed era collegato con la Centrale operativa nazionale di Roma e alle 15 sale operative regionali.

## Musica e sport
Tra le varie attività svolte dal Corpo forestale dello Stato erano presenti anche:
- il Gruppo Sportivo Forestale, che vantava numerose medaglie ai giochi olimpici, nonché ai campionati mondiali ed europei di diverse discipline;
- la Banda musicale Corpo forestale dello Stato e il Coro del Corpo Forestale dello Stato, che accompagnavano riviste militari, celebrazioni, anniversari e giuramenti del Corpo.

## Patrono
Il patrono del Corpo forestale dello Stato era San Giovanni Gualberto, la cui memoria ricorre il 12 luglio.
Per i Forestali la scelta del Santo patrono ricadde su San Giovanni Gualberto poiché, come ricordato nella proclamazione ufficiale del 1951, egli: vivendo assiduo alla preghiera e all'esercizio della penitenza in una solitaria e silenziosa foresta dell'Appennino toscano, molto si dedicò insieme ai suoi monaci alla coltura dei boschi.

## Decorazioni e medaglie concesse dal Corpo
Medaglia Gualbertiana al merito di 10 lustri di servizio forestale
 Medaglia al merito di servizio del Corpo forestale dello Stato (20 anni di comando)
 Medaglia al merito di servizio del Corpo forestale dello Stato (15 anni di comando)
 Medaglia al merito di servizio del Corpo forestale dello Stato (10 anni di comando)
 Croce per l'anzianità di servizio del Corpo forestale dello Stato (35 anni di servizio)
 Croce per l'anzianità di servizio del Corpo forestale dello Stato (25 anni di servizio)
 Croce per l'anzianità di servizio del Corpo forestale dello Stato (16 anni di servizio)
 Medaglia di lunga navigazione del Corpo forestale dello Stato (20 anni di imbarco)
 Medaglia di lunga navigazione del Corpo forestale dello Stato (15 anni di imbarco)
 Medaglia di lunga navigazione del Corpo forestale dello Stato (10 anni di imbarco)
 Medaglia di lunga navigazione aerea del Corpo forestale dello Stato (20 anni e 600 ore di volo)
 Medaglia di lunga navigazione aerea del Corpo forestale dello Stato (15 anni e 450 ore di volo)
 Medaglia di lunga navigazione aerea del Corpo forestale dello Stato (10 anni e 300 ore di volo)

 Medaglia d'onore di commiato del Corpo forestale dello Stato
Medaglia non portativa
(decorazioni istituite con decreto del Ministero delle politiche agricole, alimentari e forestali 27 luglio 2006, n. 444/298).

## Onorificenze
La Bandiera del Corpo forestale dello Stato (e precedenti corpi) è decorata delle seguenti onorificenze: